# 今井兼次
今井 兼次（いまい けんじ、1895年1月11日 - 1987年5月20日）は、日本の建築家。早稲田大学理工学部建築学科卒業。母校の教授を長く務め、建築作品とともに教育者として研究室から優れた建築家、研究者を多数輩出した。昭和初期にガウディを日本に知らしめた人物である。

## 略歴
東京市赤坂区青山権田原町（現：東京都港区元赤坂2丁目）に生まれる。青山尋常小学校、日本中学校（現：日本学園中学校・高等学校）を経て早稲田大学理工学部建築学科へ入学。1919年、大学卒業と同時に助手に任命され、翌年、助教授に就任。1926年から1927年にかけて東京地下鉄道（現：東京メトロ銀座線浅草駅 - 新橋駅間）の各駅の構内・出入口の設計、車両の内装や職員の制服デザインを担当し、ヨーロッパの地下鉄駅の研究及び早稲田大学からの近代建築視察を行うため外遊。ソヴィエトから北欧、ヨーロッパ諸国を回り、バウハウスなどモダニズムの作品のほか、アントニ・ガウディやエストベリ、シュタイナーらの（モダニズムとは異質な）作品に触れた。帰国後、これらの作品を日本に紹介した功績も大きく、ガウディの紹介者として草分けに当たる。1928年の帝国美術学院（現：武蔵野美術大学）設立および1935年の多摩帝国美術学校（現：多摩美術大学）設立にも関わり、多摩帝国美術学校では講師を務めた。
1937年、早稲田大学教授に就任。教え子には池原義郎（建築家・日本芸術院会員、早稲田大学名誉教授）らがいる。
1948年には妻の死をきっかけにカトリックの洗礼を受け信者となる。
1965年早稲田大学名誉教授。1965年関東学院大学教授。1979年日本芸術院会員。
作品数は多くないが、合理的・機能的なモダニズム建築からは距離を置き、建築に職人の手の技を残す作品を造った。職人に混じって自らタイルを張った、などのエピソードもある。

## 作品

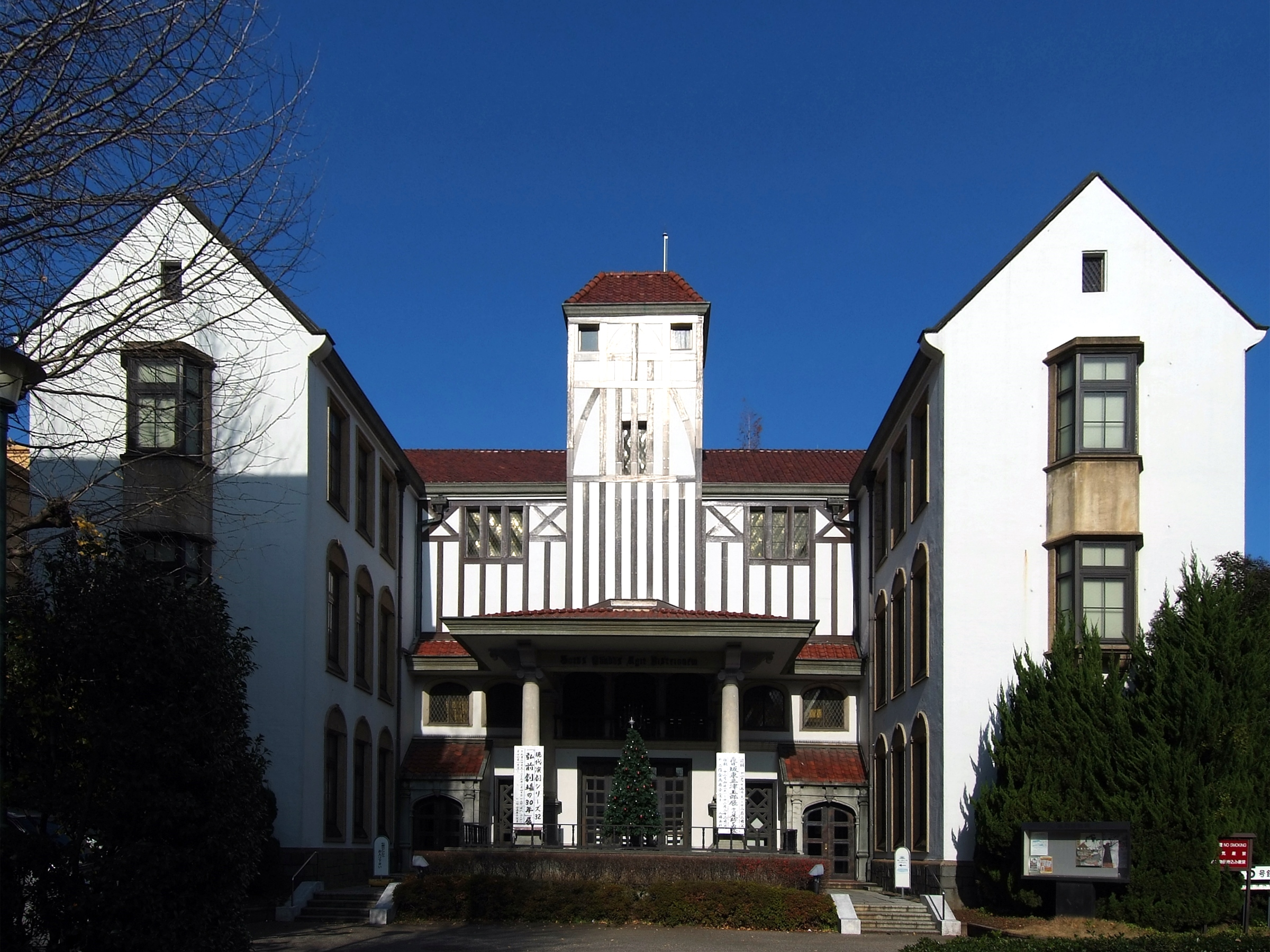
早稲田大学坪内博士記念演劇博物館

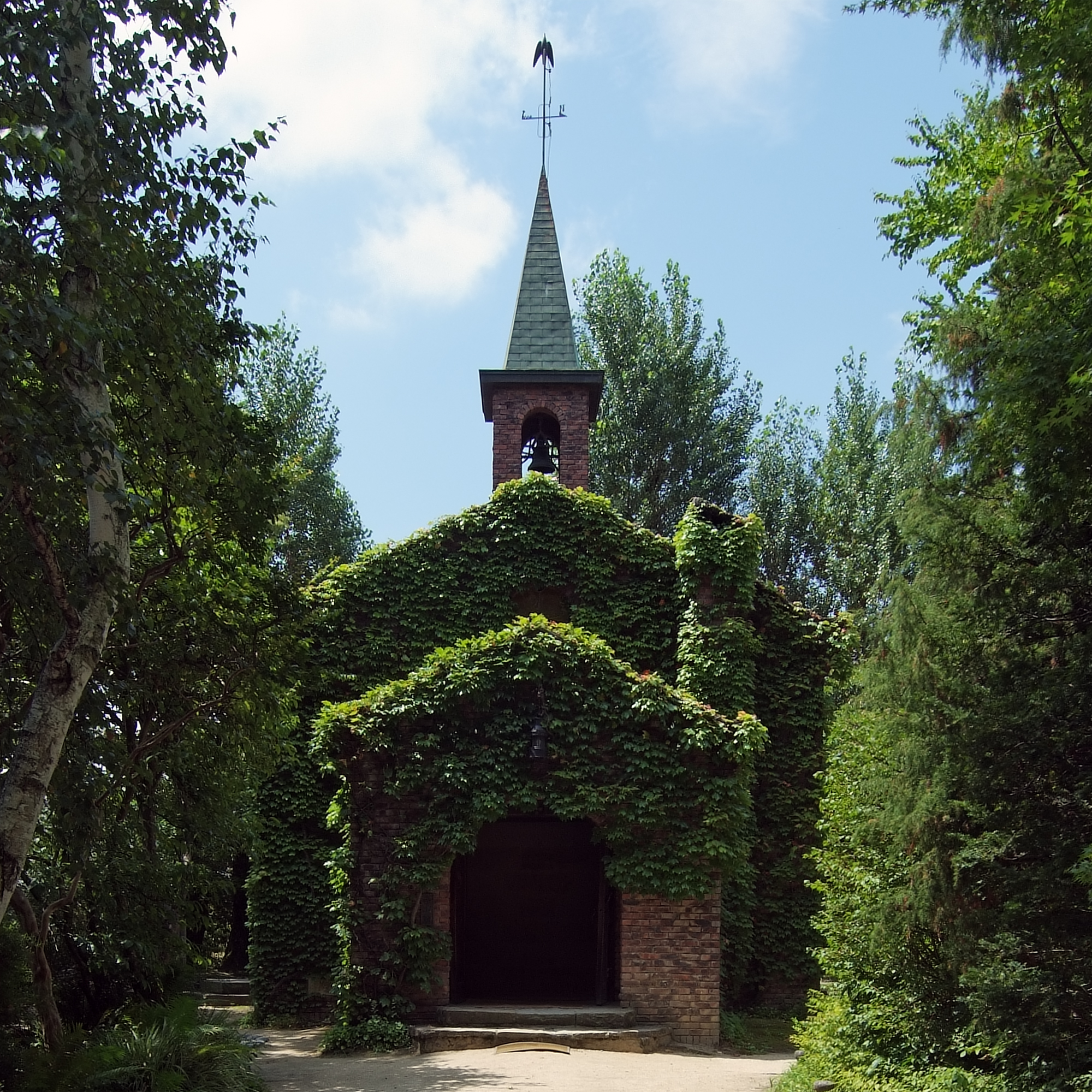
碌山美術館 本館

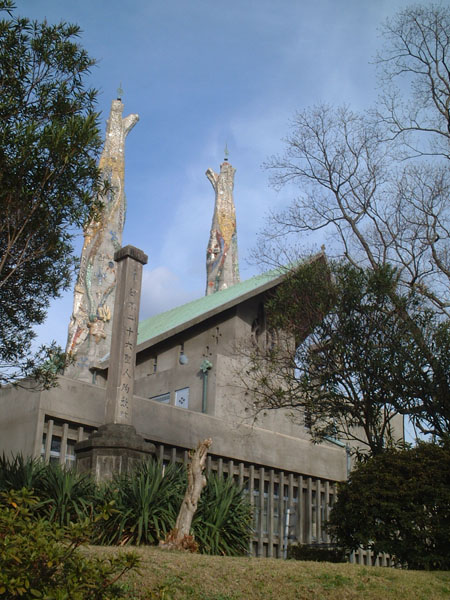
日本二十六聖人殉教記念館

| 建造物名                                            | 年                 | 所在地               | 状態             | 備考 |
| --------------------------------------------------- | ------------------ | -------------------- | ---------------- | --- |
| 早稲田大学図書館 （早稲田大学会津八一記念博物館）   | 1925年（大正14年） | 東京都新宿区         |                  | 玄関ホールの列柱に造られた装飾は、漆喰職人が丹精込めて造ったもの。                                           |
| 旧内藤多仲邸 （早稲田大学内藤多仲博士記念館）       | 1928年（昭和3年）  | 東京都新宿区         |                  | 内藤・木子七郎と連名                                                                                         |
| 早稲田大学坪内博士記念演劇博物館                    | 1928年（昭和3年）  | 東京都新宿区         |                  | フォーチュン座を模し、建物前面で上演できるように設計された。                                                 |
| 自邸                                                | 1930年（昭和5年）  | 東京都世田谷区       |                  | |
| 旧日本中学校本館 （日本学園一号館）                 | 1936年（昭和11年） | 東京都世田谷区       | 登録有形文化財   | |
| 多摩帝国美術学校校舎 （多摩美術大学校舎）           | 1936年（昭和11年） | 東京都世田谷区       | 現存せず         | 戦災で焼失                                                                                                   |
| 航空記念碑                                          | 1941年（昭和16年） | 東京都渋谷区         |                  | |
| 響橋                                                | 1941年（昭和16年） | 神奈川県横浜市鶴見区 |                  | |
| 西武ユネスコ村                                      | 1952年（昭和27年） | 埼玉県所沢市         | 現存せず         | |
| 根津美術館                                          | 1954年（昭和29年） | 東京都港区           | 現存せず         | 共同設計 内藤多仲                                                                                            |
| 成城カトリック教会                                  | 1955年（昭和30年） | 東京都世田谷区       |                  | |
| 小笠原記念館                                        | 1956年（昭和31年） | 佐賀県唐津市         | 登録有形文化財   | 2023年12月27閉館、2024年度中に解体予定。                                                                     |
| 碌山美術館                                          | 1958年（昭和33年） | 長野県安曇野市       | 登録有形文化財   | |
| 大多喜町役場                                        | 1959年（昭和34年） | 千葉県大多喜町       | 登録有形文化財   | |
| 東洋女子短期大学フェニックス・モザイク              | 1961年（昭和36年） | 東京都文京区         | 西壁壁画のみ現存 | 旧校舎解体に伴い屋上等の5作品のうち4作品は失われたが、 最大の西壁壁画は東洋学園大学本郷キャンパス1号館に継承 |
| 跣足男子カルメル会修院聖堂 （カトリック上野毛教会） | 1959年（昭和34年） | 東京都世田谷区       |                  | |
| 日本二十六聖人殉教記念館                            | 1962年（昭和37年） | 長崎県長崎市         |                  | |
| 聖母訪問会修院・聖堂                                | 1965年（昭和40年） | 神奈川県鎌倉市       |                  | |
| 桃華楽堂 （楽部音楽堂）                             | 1966年（昭和41年） | 東京都千代田区       |                  | 皇居東御苑内                                                                                                 |
| 大隈重信記念館                                      | 1965年（昭和40年） | 佐賀県佐賀市         |                  | |
| 遠山記念館                                          | 1970年（昭和45年） | 埼玉県川島町         |                  | |

## 受賞等
- 1960年 - 日本建築学会賞作品賞（大多喜町役場）
- 1963年 - 日本建築学会賞作品賞（日本二十六聖人殉教記念館）
- 1966年 - 日本芸術院賞（桃華楽堂その他）[3]
- 1970年 - 勲三等瑞宝章
- 1977年 - 日本建築学会賞大賞
- 1973年 - スペイン賢者聖アルフォンソ10世市民賞（ガウディの研究）

## 著書
- 「海外における建築界の趨勢」『建築学会パンフレット』1(10) 建築学会、1928年
- 『エミール・ファーレンガンプ』 1929年
- 『グンナール・アスプルント』  1930年
- 『ソヴィエートロシア新典建築図案』洪洋社、1932年
- 『建築とヒューマニティ』早稲田大学出版部、1954年
- 『建築家の画稿』相模書房、1955年
- 『旅路』彰目社、1967年
- 『今井兼次絵日誌昭和16年』早稲田大学出版部、1987年
- 『今井兼次著作集』第1期全4巻 池原義郎他共編、中央公論美術出版、1993-94年